# HOXD3
HOXD3‏ (Homeobox D3) هوَ بروتين يُشَفر بواسطة جين HOXD3 في الإنسان.